# 잭필드 타일 박물관

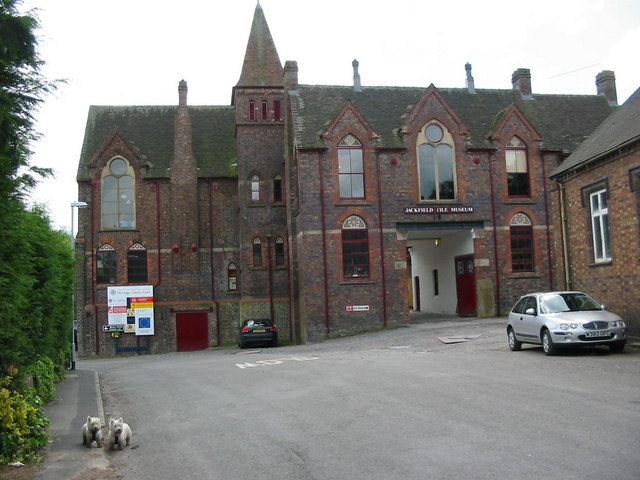
잭필드 타일 박물관

잭필드 타일 박물관(Jackfield Tile Museum)은 아이언브리지 협곡 박물관 트러스트가 관할하는 박물관 중 하나로, 영국 타일 산업의 역사에 대해서 볼 수 있다.